# Носково (Бабаевский район)
Носково — деревня в Бабаевском районе Вологодской области.
Входит в состав Вепсского национального сельского поселения (с 1 января 2006 года по 13 апреля 2009 года входила в Тимошинское сельское поселение), с точки зрения административно-территориального деления — в Тимошинский сельсовет.
Расстояние по автодороге до районного центра Бабаево составляет 97 км, до центра муниципального образования деревни Тимошино — 7 км. Ближайшие населённые пункты — Пустошка, Савинская, Фенчиково.
Население по данным переписи 2002 года — 60 человек (30 мужчин, 30 женщин). Всё население — русские.